# Anacamptis
- Commons
- Wikispecies

Anacamptis é um género botânico pertencente à família das orquídeas (Orchidaceae). Também chamada de Serapias.

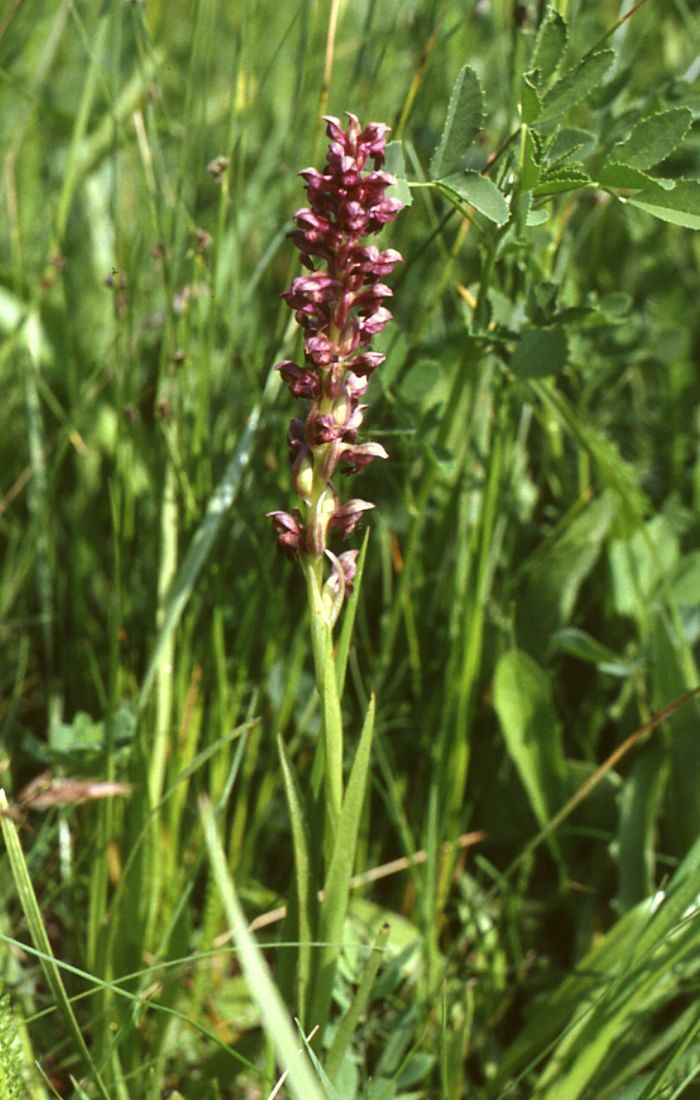
Anacamptis coriophora

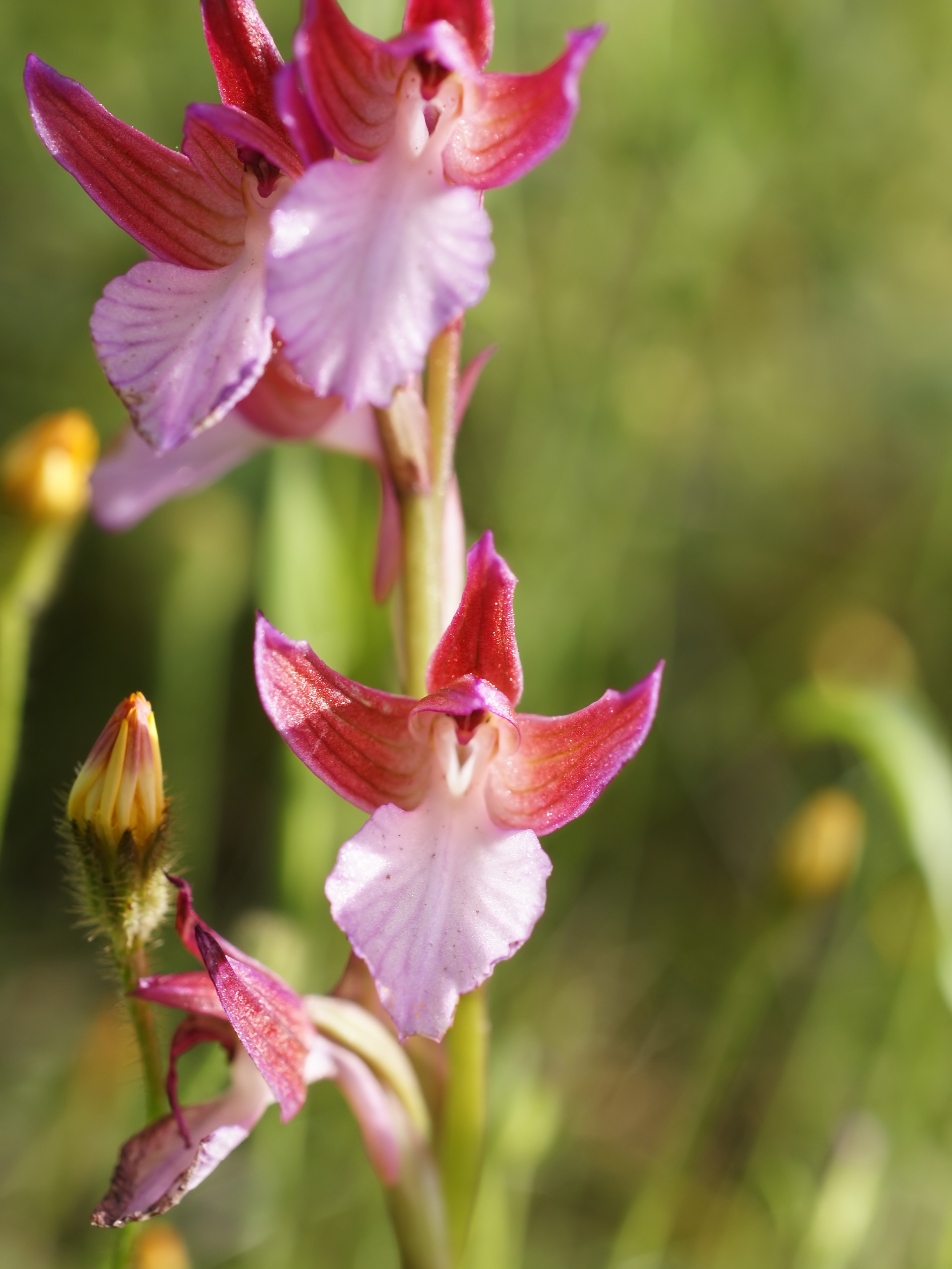
Anacamptis papilionacea

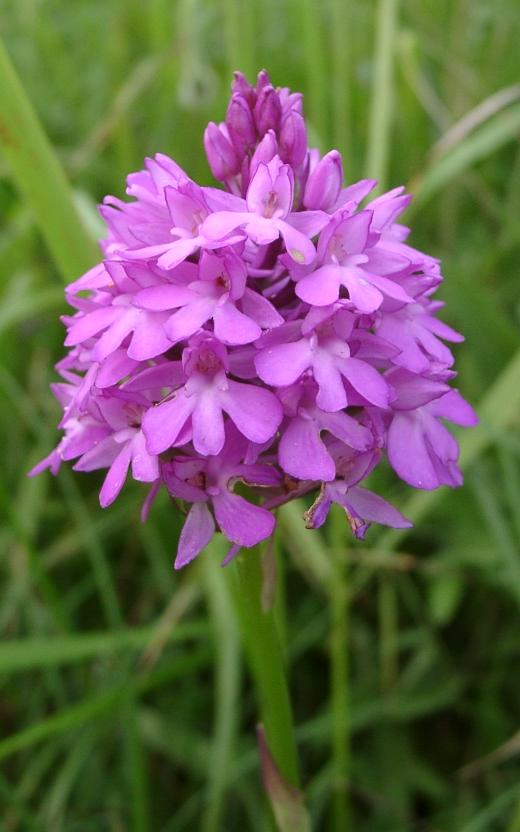
Anacamptis pyramidalis

## Espécies
1. Anacamptis boryi (S. Greece, Crete).
2. Anacamptis collina (Medit. to S. Turkmenistan).
3. Anacamptis coriophora (Europe, Medit. to W. Asia) .
4. Anacamptis israelitica (N. Israel, Palestine).
5. Anacamptis laxiflora (WC. Europe, Medit. to C. Asia).
6. Anacamptis longicornu (W. & C. Medit.)
7. Anacamptis morio : Green-veined Orchid, Green-winged Orchid (Europe, Medit. to Iran).
8. Anacamptis palustris (Europe, Medit. to C. Asia).
  - Anacamptis palustris subsp. elegans (Europe to C. Asia).
  - Anacamptis palustris subsp. palustris (WC. Europe Medit. to Iran)
9. Anacamptis papilionacea (Medit. to Iran).
  - Anacamptis papilionacea var. cyrenaica (NE. Libya).
  - Anacamptis papilionacea var. papilionacea : Butterfly Orchid (Medit. to Iran).
10. Anacamptis pyramidalis  (L.) Rich.: Pyramidal Orchid, Maltese Pyramidal Orchid  (Europe, Medit. to N. Iran).
11. Anacamptis sancta (E. Medit. to Caucasus).
12. Anacamptis syriaca (Cyprus, S. Turkey to Lebanon).

## Híbridos naturais
- Anacamptis × albuferensis (Anacamptis fragrans × A. robusta) (nothosp. nov.)
- Anacamptis × bornemanniae (Anacamptis longicornu × A. papilionacea) (N. África, Sardinia).
- Anacamptis × duquesnei (Anacamptis palustris × A. pyramidalis)(France).
- Anacamptis × gennarii  (Anacamptis morio × A. papilinocea)(W. Medit.)
- Anacamptis × klingei (Anacamptis laxiflora × A. pyramidalis) (France).
- Anacamptis × laniccae (Anacamptis morio × A. pyramidalis) (Switzerland, France).
- Anacamptis × lesbiensis (Anacamptis pyramidalis × A. sancta) (E. Aegean Is).
- Anacamptis × simarrensis (Anacamptis fragrans × A. pyramidalis) (France, Italy, Greece).
- Anacamptis × van-lookenii (Anacamptis papilionacea × A. pyramidalis) (France).

## Híbridos
- ×Anacamptiplatanthera (Anacamptis × Platanthera) (accepted name)
- ×Anacamptorchis (Anacamptis × Orchis) (unplaced name)
- ×Dactylocamptis (Anacamptis × Dactylorhiza) (accepted name)
- ×Gymnanacamptis (Anacamptis × Gymnadenia) (accepted name)
- ×Ophramptis (Anacamptis × Ophrys) (unplaced name)
- ×Serapicamptis (Anacamptis × Serapias) (accepted name)